# Yablanitsa Glacier
Yablanitsa Glacier är en glaciär i Antarktis. Den ligger i Sydshetlandsöarna. Argentina, Chile och Storbritannien gör anspråk på området. Yablanitsa Glacier ligger 879 meter över havet.
Terrängen runt Yablanitsa Glacier är huvudsakligen bergig, men norrut är den kuperad. Havet är nära Yablanitsa Glacier åt nordväst. Trakten är obefolkad. Det finns inga samhällen i närheten. 